# یاکوب دونپورت
یاکوب دونپورت (انگلیسی: Jacob Davenport؛ زادهٔ ۲۸ دسامبر ۱۹۹۸) بازیکن فوتبال اهل انگلستان است.
از باشگاه‌هایی که در آن بازی کرده است می‌توان به باشگاه فوتبال بلکبرن روورز اشاره کرد.